# Universidad Técnica de Tamale
La Universidad Técnica de Tamale (en inglés: Tamale Technical University, acrónimo TaTU), inicialmente llamada Politécnica de Tamale (T.poly), es una universidad ghanesa ubicada en la región Norte del país, en el Distrito metropolitano de Tamale.

## Historia
La universidad fue fundada en 1951 como escuela profesional y en 1963 pasó a ser instituto técnico. Tiene aproximadamente 7.000 estudiantes matriculados. Es miembro de la Asociación de Universidades Técnicas y Politécnicas de África de la Commonwealth y de la Conferencia de Rectores de Universidades de Ghana. 

## Facultades y departamentos

### Facultad de Artes Aplicadas[7]
- Idiomas
- Arte industrial
- Medios de Comunicación
- Moda, Diseño y Textiles

### Facultad de Ciencias Aplicadas y Tecnología[8]
- Ciencias de la Computación
- Hostelería y Turismo (HTM)
- Estadística

### Facultad de Ciencias Empresariales[9]
- Contabilidad
- Marketing
- Estudios de Secretariado y Gestión

### Facultad de Ingeniería[10]
- Ingeniería Agrícola
- Ingeniería automotriz
- Ingeniería Eléctrica y Electrónica
- Ingeniería Mecánica
- Agricultura tropical
- Ingeniería de Agua y Saneamiento
- Soldadura y fabricación

### Facultad de Ciencias Biológicas y Ambientales[11]
- Tecnología de la construcción
- Ingeniería civil
- Tecnología de la madera